# Euryproctus parvulus
Euryproctus parvulus är en stekelart som beskrevs av Thomson 1883. Euryproctus parvulus ingår i släktet Euryproctus, och familjen brokparasitsteklar. Arten är reproducerande i Sverige. Inga underarter finns listade i Catalogue of Life.